# Hessen-Rumpenheim

Wappen der Linie Hessen-Kassel-Rumpenheim (nach 1917)

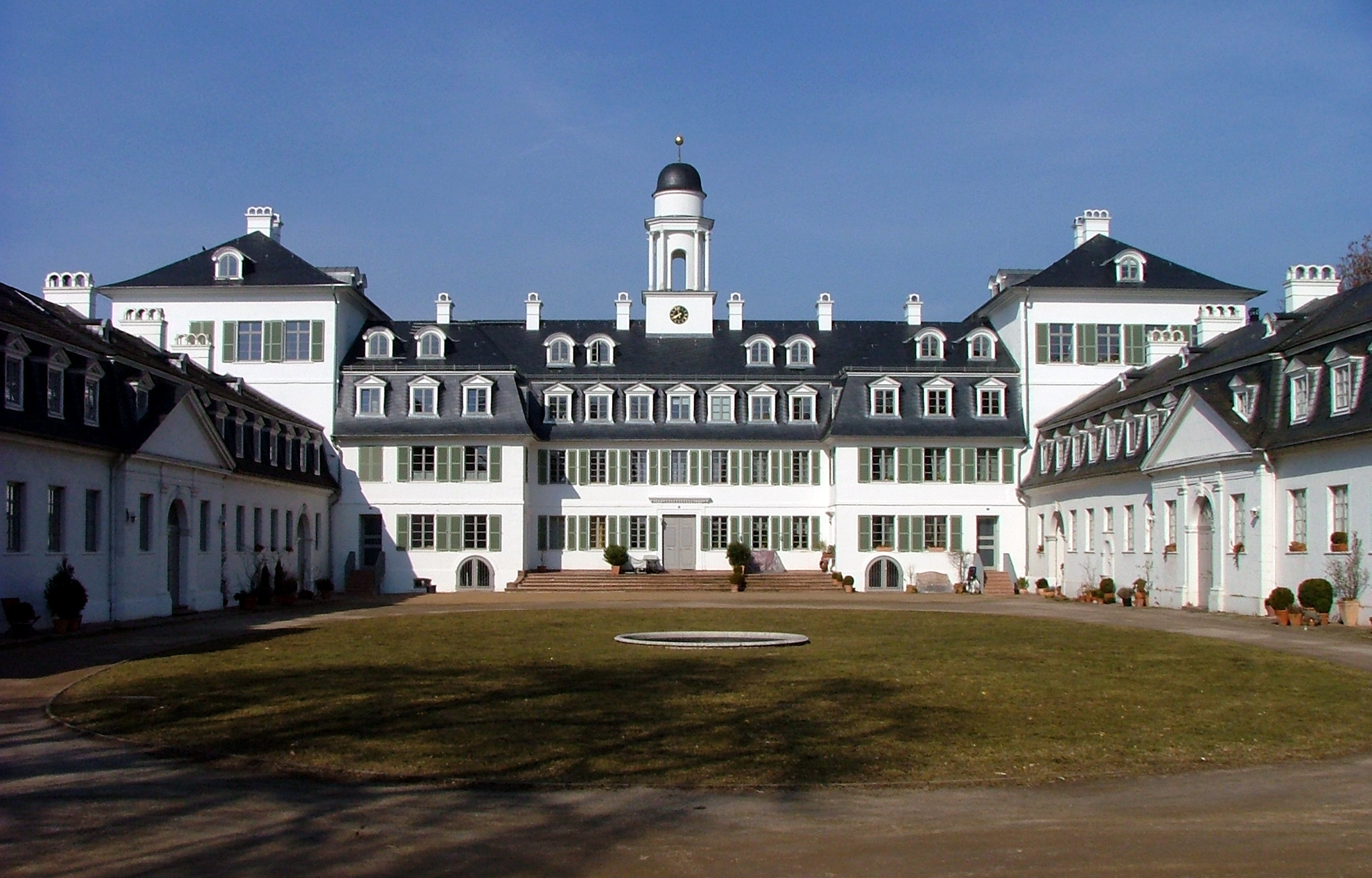
Rumpenheimer Schloss

Hessen-Rumpenheim, ab 1875 Hessen-Kassel(-Rumpenheim), ist – neben der Linie Hessen-Philippsthal-Barchfeld – eine der beiden heute noch bestehenden Linien des Hauses Hessen. Gemeinsamer Stammvater der Hauptlinie Hessen-Kassel, die im 19. Jahrhundert die Kurfürsten stellte, und der landgräflichen Nebenlinie Hessen-Rumpenheim war Landgraf Friedrich II.
Nach dem Tod des letzten hessischen Kurfürsten, Friedrich Wilhelm am 6. Januar 1875 im Prager Exil, erbte, da seine Kinder aus der morganatischen Ehe mit Gertrude Lehmann nach dem hessischen Hausgesetz hinsichtlich des Fideikommissvermögens nicht nachfolgefähig waren, die Nebenlinie Hessen-Rumpenheim. Ab 1875 tritt die Hessen-Kasseler Nebenlinie Hessen-Rumpenheim an Stelle von Hessen-Kassel, der ältesten Linie im Haus Hessen, und ist als Hessen-Kassel oder Hessen-Kassel(-Rumpenheim) anzusprechen. Da Kurhessen 1866 von Preußen annektiert worden war, war mit diesem Titel indes keine politische Macht mehr verbunden.
Friedrich Karl von Hessen-Rumpenheim (1868–1940) war als Fredrik Kaarle 1918 zum König von Finnland gewählt worden, ohne dieses Amt vor der deutschen Niederlage im Ersten Weltkrieg aber noch antreten zu können.
Am 26. Januar 1997 erlosch mit dem Tod der Prinzessin Margaret auch die Linie Hessen-Darmstadt. Deren Erbe fiel ebenfalls an die Rumpenheimer. Nach mehr als 400 Jahren der Trennung war damit die für lange Zeit hessische und deutsche Geschichte mitbestimmende Trennung der beiden Hauptlinien des Hauses Hessen (in Hessen-Kassel und Hessen-Darmstadt) beendet. Chef des Hauses Hessen ist heute Heinrich Donatus Landgraf von Hessen (* 1966), der das in der Hessischen Hausstiftung gebündelte Familienerbe verwaltet. 